# Eisenbahnunfall von Ebenhausen-Schäftlarn
| Streckennummer (DB): | 5507                         |                                   |                                   |
| Streckengeschwindigkeit: | an der Unfallstelle: 70 km/h |                                   |                                   |
| Zugbeeinflussung: | PZB 90                       |                                   |                                   |
| |                              |                                   |                                   |
| \| \| \| von München \| \| \| \| 17,000 \| Einfahrvorsignal 1a \| Einfahrvorsignal 1a \| \| \| 17,520 \| Einfahrvorsignal-Wiederholer WV1a \| Einfahrvorsignal-Wiederholer WV1a \| \| \| 17,695 \| Einfahrsignal 1A \| Einfahrsignal 1A \| \| \| 17,760 \| Unfallstelle[1] \| Unfallstelle[1] \| \| \| 17,965 \| Ausfahrweiche \| Ausfahrweiche \| \| \| 18,165 \| Ausfahrsignal 1P1 \| Ausfahrsignal 1P1 \| \| \| 18,177 \| Ebenhausen-Schäftlarn \| Ebenhausen-Schäftlarn \| \| \| \| \| \| \| \| 21,400 \| Icking \| Icking \| \| \| \| nach Wolfratshausen \| \| |                              |                                   |                                   |
| Strecke |                              | von München                       | von München                       |
| Blockstelle | 17,000                       | Einfahrvorsignal 1a               | Einfahrvorsignal 1a               |
| Blockstelle | 17,520                       | Einfahrvorsignal-Wiederholer WV1a | Einfahrvorsignal-Wiederholer WV1a |
| Blockstelle | 17,695                       | Einfahrsignal 1A                  | Einfahrsignal 1A                  |
| | 17,760                       | Unfallstelle                      | Unfallstelle                      |
| Strecke | 17,965                       | Ausfahrweiche                     | Ausfahrweiche                     |
| Blockstelle | 18,165                       | Ausfahrsignal 1P1                 | Ausfahrsignal 1P1                 |
| Bahnhof | 18,177                       | Ebenhausen-Schäftlarn             | Ebenhausen-Schäftlarn             |
| Strecke |                              |                                   |                                   |
| Bahnhof | 21,400                       | Icking                            | Icking                            |
| Strecke |                              | nach Wolfratshausen               | nach Wolfratshausen               |

Der Eisenbahnunfall von Ebenhausen-Schäftlarn ereignete sich am 14. Februar 2022, als zwei Züge der Linie S 7 der S-Bahn München in der nördlichen Einfahrt des Bahnhofs Ebenhausen-Schäftlarn frontal zusammenstießen. Ein Mensch starb, zehn weitere wurden schwer und 47 leicht verletzt.

## Ausgangslage

### Infrastruktur
Der Eisenbahnunfall ereignete sich bei Kilometer 17,76 der Isartalbahn München Süd–Bichl der DB Netz (Streckennummer 5507), einer im Unfallbereich eingleisigen elektrifizierten Hauptbahn. Dort liegt die Strecke in einem Bogen und die zulässige Höchstgeschwindigkeit beträgt 70 km/h. Das Betriebsverfahren ist Zugmeldebetrieb nach Fahrdienstvorschrift (FV-DB). Das Zugbeeinflussungssystem ist PZB 90. Das Stellwerk Ef in Ebenhausen-Schäftlarn wird vom Stellwerk Wf in Wolfratshausen ferngesteuert. Bei diesen Stellwerken handelt es sich um Relaisstellwerke der Bauart Sp Dr S60, die am 29. Juli 1980 in Betrieb genommen wurden.
Bereits am 5. August 2021 ereignete sich auf derselben Strecke unmittelbar am Bahnhof Icking (vom Stellwerk Wf ferngestellt) beinahe ein Frontalzusammenstoß zweier S-Bahn-Züge.

### Beteiligte Züge
Der nordwärts, in Richtung München fahrende Zug mit der Zugnummer S 6785 war in Wolfratshausen mit dem Zielbahnhof Aying gestartet und wurde aus den Triebzügen 423 231 und 423 125 der Baureihe 423 gebildet. Der aus den Triebzügen 423 111 und 423 148 der gleichen Baureihe gebildete Zug S 6776 kam in Gegenrichtung von Aying über München und sollte weiter bis Wolfratshausen fahren. Beide Züge wurden vom Eisenbahnverkehrsunternehmen DB Regio betrieben. In ihnen befanden sich insgesamt 95 Personen.

## Hergang

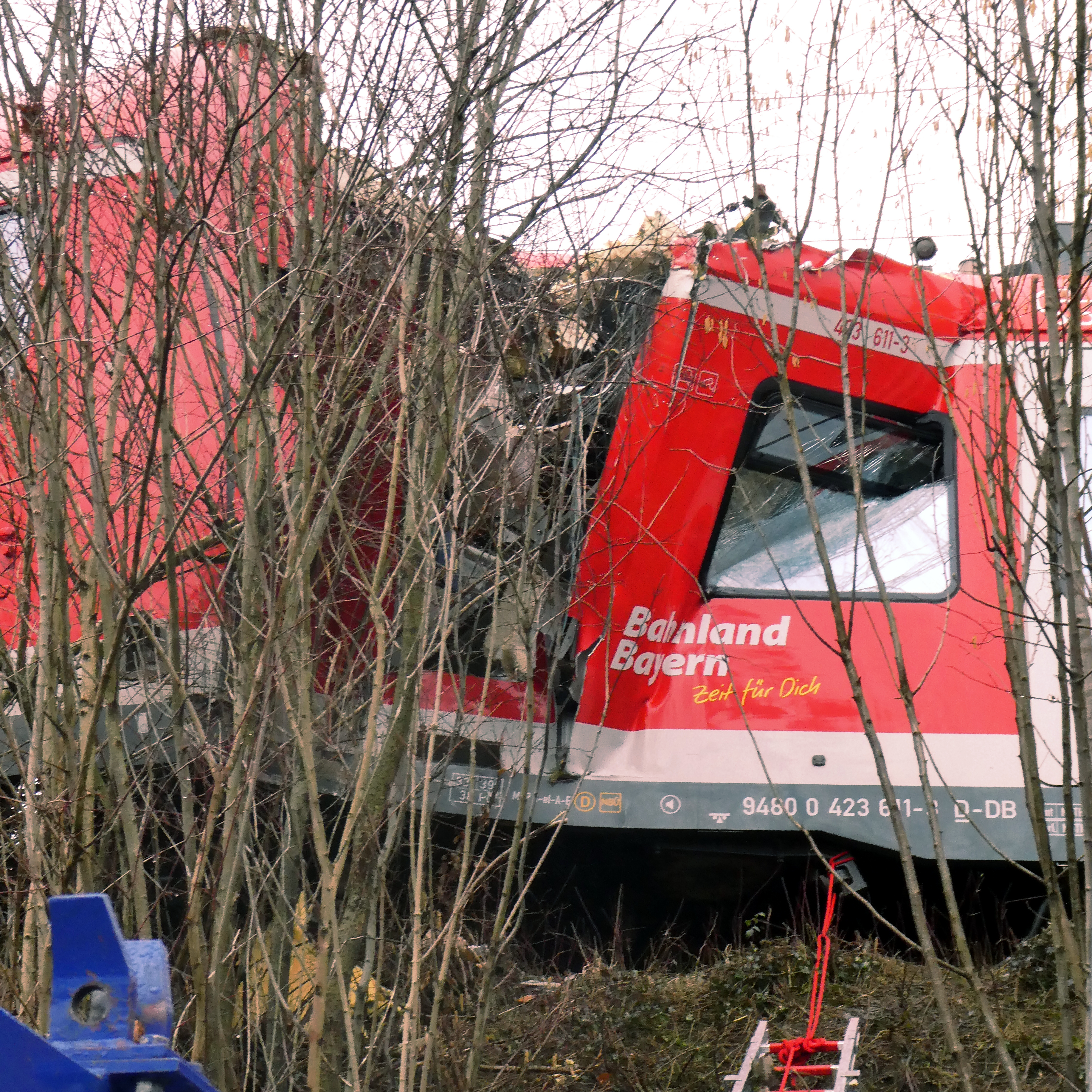
Ineinander verkeilte demolierte Führerstände

Planmäßig hätte die Zugkreuzung um 16:29 Uhr in Icking stattfinden sollen. Der Zug aus München hatte jedoch wegen der Störung an einem Bahnübergang in Pullach im Isartal etwa zehn Minuten Verspätung, weshalb die Kreuzung nach Ebenhausen-Schäftlarn verlegt wurde. Der Zug aus Wolfratshausen fuhr deswegen weiter nach Ebenhausen-Schäftlarn und hielt auf Gleis 1, wo das Ausfahrsignal für ihn Halt zeigte, während der aus Richtung Norden kommende Gegenzug auf den Bahnhof zufuhr. Bevor der Gegenzug angekommen war, fuhr der nordwärts fahrende Zug trotz haltzeigenden Ausfahrsignals los, wodurch beim Überfahren des Signals eine PZB-Zwangsbremsung ausgelöst wurde. Ohne die vorgeschriebene Rücksprache mit dem Fahrdienstleiter, um einen schriftlichen Befehl für die Weiterfahrt einzuholen, befreite der Triebfahrzeugführer den Zug aus der Zwangsbremsung, fuhr wieder an, beschleunigte ihn auf etwa 67 km/h und fuhr dabei auch die für die Einfahrt des Gegenzugs von Norden nach Gleis 2 eingestellte Weiche auf. Bereits bei der Anfahrt auf den Bahnhof Ebenhausen-Schäftlarn hatte der Triebfahrzeugführer eine in Folge überschrittener Überwachungsgeschwindigkeit ausgelöste PZB-Zwangsbremsung ohne Rücksprache mit dem Fahrdienstleiter aufgelöst.
Als der in Richtung München fahrende Zug das Ausfahrsignal überfuhr und dadurch eine Zwangsbremsung ausgelöst wurde, hatte der aus Richtung München herannahende Zug das Einfahrvorsignal des Bahnhofs Ebenhausen-Schäftlarn, das „Langsamfahrt erwarten“ anzeigt hatte, bereits passiert. Durch das Überfahren des Ausfahrsignals fiel das Einfahrsignal auf „Halt“. Der Triebfahrzeugführer des Zuges aus Richtung Norden erkannte dies und leitete eine Schnellbremsung ein, sodass dieser Zug einige Meter nach dem Einfahrsignal im schlecht einsehbaren Bogen im Nordkopf des Bahnhofs zum Stehen kam. Der Triebfahrzeugführer nahm noch Kontakt wegen des unerwarteten Haltfalls mit dem Fahrdienstleiter auf.
Als der weiter in Richtung München fahrende Triebfahrzeugführer den vor ihm im Gleis stehenden Gegenzug wahrnahm, leitete er noch eine Schnellbremsung ein. Um 16:35 kam es zur Kollision, der Zug hatte dabei noch eine Geschwindigkeit von 57 km/h.

## Folgen

### Opfer
Ein 24-jähriger Fahrgast im nordwärts fahrenden Zug wurde durch schwerste Verletzungen getötet. 51 weitere Insassen der beiden Züge wurden verletzt, davon 4 Fahrgäste und die beiden Triebfahrzeugführer schwer.

### Rettung
Um 16:43 Uhr ging ein Notruf in der Integrierten Leitstelle München ein. Es wurde zunächst von einem Massenanfall von Verletzten von 10 bis 15 Personen ausgegangen. Insgesamt rückten 1100 Einsatzkräfte und rund 336 Fahrzeuge von zahlreichen Hilfsorganisationen an, darunter diverse Freiwillige Feuerwehren sowie Teile der Berufsfeuerwehr München. Es wurde eine Einbahnstraßenregelung eingeführt. Der digitale Funk der Einsatzkräfte war zeitweise überlastet, sodass auf persönliche Ansprache sowie mündliche Übermittlung von Einsatzbefehlen zurückgegriffen wurde.
Der Triebfahrzeugführer des nördlichen Zuges wurde stark eingeklemmt und erst nach rund 30 Minuten aus dem völlig zerstörten Führerstand befreit. Um 18:34 Uhr waren die Einsatzmaßnahmen zur Rettung von Personen abgeschlossen. 18 Patienten wurden ins Krankenhaus gebracht und 25 wurden ambulant versorgt.

### Bergung

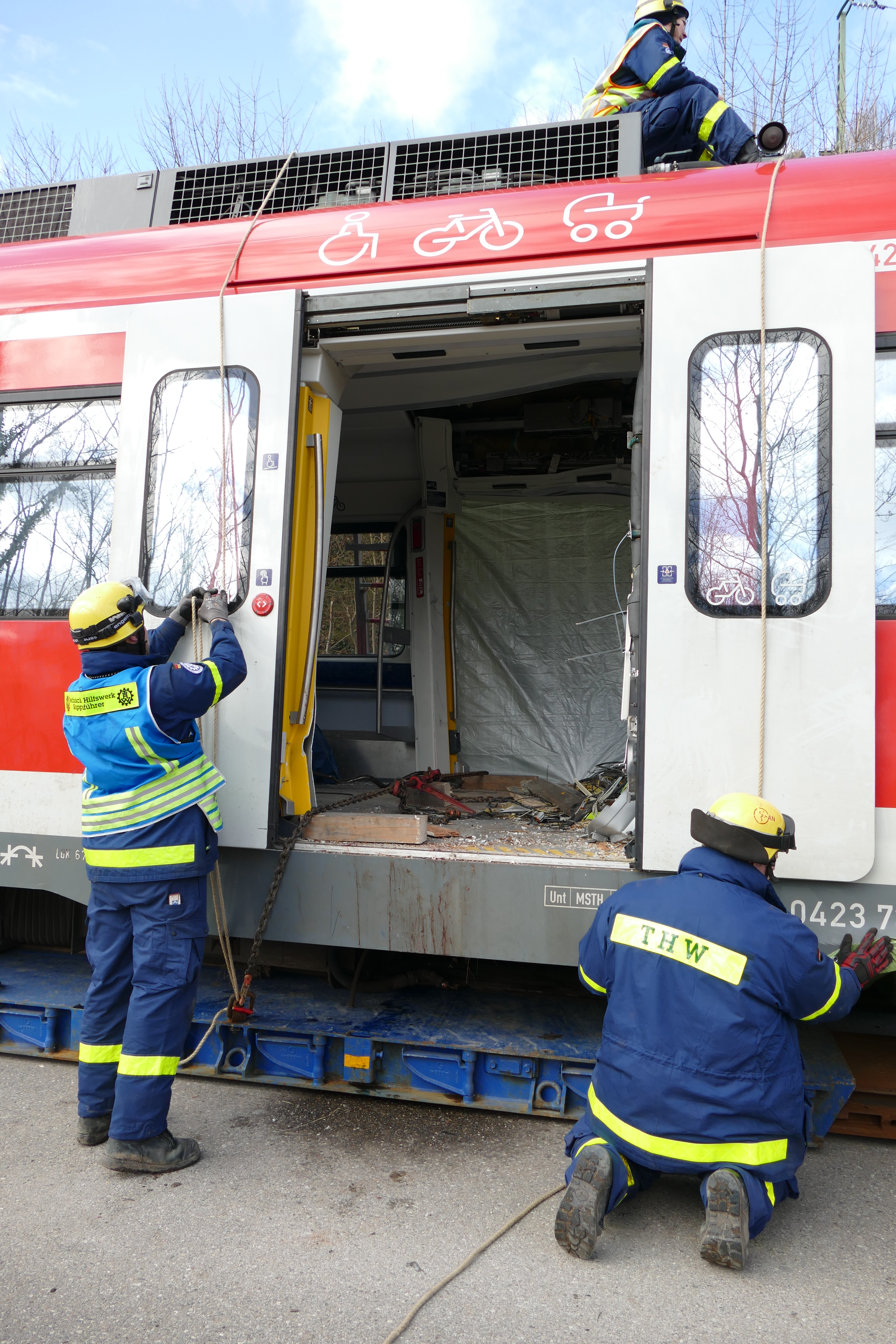
Sichern der Türen durch das Technische Hilfswerk beim Verladen eines Zugteiles auf einen Tieflader

Der Schaden an den Fahrzeugen erstreckte sich vor allem auf die beiden vorderen, entgleisten und seitlich zur Böschung der Wolfratshausener Straße hin ausgebrochenen, Endwagen (423 611 und 731) der Züge. Die jeweils führenden Drehgestelle wurden abgerissen.
Der Endwagen 423 731 wurde am 19. Februar mit einem Autokran geborgen und per Tieflader abtransportiert. Der Endwagen 423 611 konnte provisorisch mit seinem herausgerissenen Drehgestell wieder verbunden werden und – ebenso wie die übrigen Fahrzeuge – auf der Schiene abgefahren werden. Bis zum 19. Februar war die Bergung abgeschlossen.
Infolge des Unfalls wurde der Streckenabschnitt zwischen Höllriegelskreuth und Wolfratshausen gesperrt und ein Schienenersatzverkehr mit Bussen eingerichtet. Zwischen Icking und Wolfratshausen pendelten Großraumtaxis. Nach der Instandsetzung der Strecke an der Unfallstelle wurde am 2. März 2022 bei Betriebsbeginn der Verkehr bis Wolfratshausen wieder aufgenommen.
Die Staatsanwaltschaft ging von einem entstandenen Sachschaden in Höhe von etwa 7 Millionen Euro aus.

### Unfalluntersuchung
Die Bundesstelle für Eisenbahnunfalluntersuchung (BEU) untersucht den Unfall und veröffentlichte am 22. Juni 2022 einen Zwischenbericht, in dem zwei Sicherheitsempfehlungen bezüglich unzulässiger Weiterfahrten nach einer Zwangsbremsung ausgesprochen wurden.
Bereits nach dem Eisenbahnunfall von Mannheim 2014, der ebenfalls durch eine unzulässige Weiterfahrt nach einer Zwangsbremsung ausgelöst wurde, empfahl die Eisenbahn-Unfalluntersuchungsstelle des Bundes, Bewusstsein und Kompetenz der Triebfahrzeugpersonale für den Umgang mit PZB-Zwangsbremsungen zu stärken und eine Weiterentwicklung der PZB-Fahrzeugeinrichtung zu prüfen, die das Ziel hat, eine Verbindungsaufnahme mit dem Fahrdienstleiter nach einer Zwangsbremsung herbeizuführen.

### Strafverfahren
Die Staatsanwaltschaft München I erhob gegen den Triebfahrzeugführer des nach München fahrenden Zuges mit der Anklageschrift vom 29. August 2023 Anklage zum Amtsgericht München und legte dem Angeschuldigten vorsätzliche Gefährdung des Bahnverkehrs in Tateinheit mit fahrlässiger Tötung in Tateinheit mit 51 tateinheitlichen Fällen der fahrlässigen Körperverletzung zur Last. Am 19. Februar 2024 begann der auf drei Verhandlungstage angesetzte Strafprozess. Der angeklagte Triebfahrzeugführer gestand am ersten Prozesstag Fehler ein und sagte, es sei ihm „unerklärlich“, wie er in einer „ganz normalen Tagschicht“ derartige Fehler gemacht habe. Der gelernte Dreher hatte ein Dreivierteljahr vor dem Unfall die Prüfung zum Triebfahrzeugführer abgelegt und galt als zuverlässig. Am 7. März 2024 wurde er zu einer Freiheitsstrafe von zwei Jahren auf Bewährung verurteilt.